# Zuidelijke gekraagde klauwier
De zuidelijke gekraagde klauwier (Lanius collaris) is een zangvogel uit de familie Laniidae (klauwieren). De soort wordt vaak nog samen met de noordelijke gekraagde klauwier (L. humeralis) beschouwd als één soort.                          

## Kenmerken
De vogel is 21-23 cm lang en weegt 25 tot 58 g. Het is een middelgrote, zwart en wit gekleurde klauwier, met een dunne lange staart. De bovenkant van de kop, rug en een deel van de vleugels zijn zwart. De bovenste vleugeldekveren zijn wit. De staart is zwart met witte buitenste staartpennen. Van onder is de vogel vuilwit. Vrouwtjes zijn minder contrastrijk. De ondersoorten verschillen onderling door de intensiteit van het zwart op de bovendelen, of het wit van onder en op de staart, de aanwezigheid of afwezigheid van een wenkbrauwstreep, vlekken op de borst en het verschil tussen mannetje en vrouwtje.

## Leefwijze
Zijn voedsel bestaat uit insecten, muizen, vleermuizen en kleine vogels. Hij plundert ook nesten van vogels, waarbij hij de jongen opeet. Deze vogel is erg territoriaal ingesteld en valt elke vogel aan, die zijn territorium binnendringt. Hij zit op palen en draden, terwijl hij de omgeving  afspeurt naar prooien en indringers.

## Verspreiding en leefgebied
De zuidelijke gekraagde klauwier komt voor in zuidelijk Afrika en telt vijf ondersoorten:
- L. c. aridicolus: zuidwestelijk Angola en noordwestelijk Namibië.
- L. c. pyrrhostictus: noordoostelijk Botswana, zuidelijk Zimbabwe, zuidwestelijk Mozambique en het oosten van Zuid-Afrika.
- L. c. subcoronatus zuidoostelijk Angola en van het midden van Namibië tot in het noorden van Zuid-Afrika.
- L. c. collaris: van zuidelijk Namibië tot het zuiden van Zuid-Afrika.
- L. c. marwitzi (Uheheklauwier): Tanzania en noordelijk Malawi.

Deze soort leeft in open terrein met kort gras en verspreid struikgewas, savanne, halfwoestijnen maar ook kuststreken met struikgewas, in agrarisch gebied, langs wegen met telegraafpalen en in parken.

## Status
De grootte van de populatie is niet gekwantificeerd. Mogelijk neemt de vogel in aantal toe en daarom staat de zuidelijke gekraagde klauwier (samen met de noordelijke soort die door BirdLife International niet als soort wordt erkend) als niet bedreigd op de Rode Lijst van de IUCN.